# Senokosni
Senokosni (en rus: Сенокосный) és un poble (possiólok) de l'óblast de Magadan, a Rússia, que el 2015 tenia 115 habitants.